# C10orf99
C10orf99 (англ. Chromosome 10 open reading frame 99) – білок, який кодується однойменним геном, розташованим у людей на короткому плечі 10-ї хромосоми. Довжина поліпептидного ланцюга білка становить 81 амінокислот, а молекулярна маса — 9 173.
| 10         |  | 20         |  | 30         |  | 40         |  | 50         |
| ---------- |  | ---------- |  | ---------- |  | ---------- |  | ---------- |
| MRLLVLSSLL |  | CILLLCFSIF |  | STEGKRRPAK |  | AWSGRRTRLC |  | CHRVPSPNST |
| NLKGHHVRLC |  | KPCKLEPEPR |  | LWVVPGALPQ |  | V          |  |            |

A: Аланін

C: Цистеїн

E: Глутамінова кислота

F: Фенілаланін

G: Гліцин

H: Гістидин

I: Ізолейцин

K: Лізин

L: Лейцин

M: Метіонін

N: Аспарагін

P: Пролін

Q: Глутамін

R: Аргінін

S: Серин

T: Треонін

V: Валін

Кодований геном білок за функціями належить до цитокінів, антибіотиків, антимікробних білків. 
Секретований назовні.